# Расінг (Авельянеда)
Расінг (ісп. Racing Club Asociación Civil) — аргентинський спортивний клуб з міста Авельянеда (провінція Буенос-Айрес). Головним напрямком є футбол. Заснований 25 березня 1903 року. Класичним суперником «Расинга» є клуб «Індепендьєнте». Дербі цих команд має назву Класіко Авельянеди. За опитуваннями «Расинг» є четвертим найпопулярнішим футбольним клубом в Аргентині. Клуб провів 79 сезонів у Першому дивізіоні Аргентини і 2 у Другому.

## Досягнення
- Чемпіон Аргентини:
  - Аматорська ера (9): 1913, 1914, 1915, 1916, 1917, 1918, 1919, 1921, 1925.
  - Професійна ера (8): 1949, 1950, 1951, 1958, 1961, 1966, 2001 (апертура), 2014, 2019.
- Міжнародний Суперкубок Аргентини (1): 2022.
- Міжконтинентальний кубок (1): 1967.
- Кубок Лібертадорес (1): 1967.
- Суперкубок Лібертадорес (1): 1988.
- Південноамериканський кубок (1): 2024.
- Рекопа Південної Америки (1): 2025.